# Ahitofel

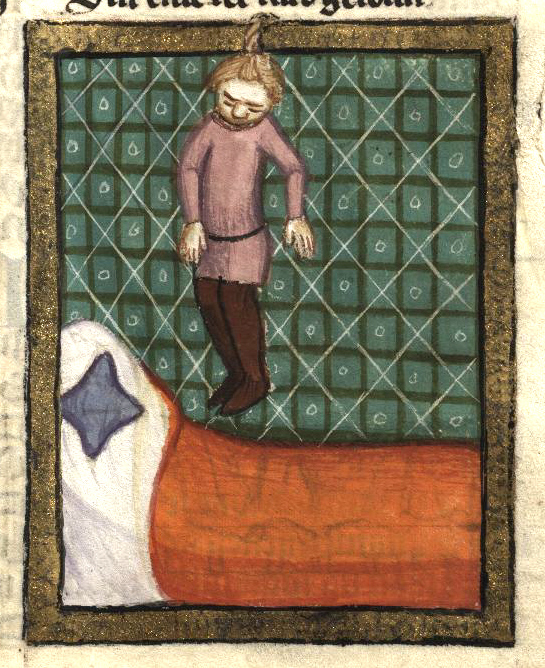
Ahitofel erhängt sich, aus einer Handschrift der Weltchronik des Rudolf von Ems, 14. Jahrhundert

Ahitofel, auch Ahitophel (hebräisch אֲחִיתֹפֶל), ist ein Mann aus dem Alten Testament der Bibel. Er soll ungefähr um das Jahr 1000 v. Chr. gelebt haben.
Ahitofel lebte zur Zeit Davids, des Königs von Israel, und war einer von dessen Ratgebern. Nach der biblischen Erzählung galt sein Rat als so zutreffend, dass man ihn mit dem Rat Gottes verglich (2 Sam 16,23 ).
Man nimmt an, dass er der Großvater von Batseba war, deren Mann Urija von David in den Tod geschickt wurde. 
In 2 Sam 23,34  wird Ẹliam als Ahithọphels Sohn erwähnt sowie in 2 Sam 11,3  Batseba als Tochter Ẹliams.
Ahitofel verbündete sich mit Davids Sohn Abschalom, um den König zu stürzen. So riet er Abschalom, die zehn Nebenfrauen, die David zurückließ, als er vor Abschalom floh, als seine eigenen öffentlich in Besitz zu nehmen. Dies sollte das Verhältnis Abschaloms zu David als unversöhnbar verdeutlichen. Auch schlug er Abschalom vor, er wolle selbst mit 12.000 Soldaten sofort die Verfolgung Davids aufnehmen und diesen töten, während er noch müde sei. Diesen Rat verwarf Abschalom, weil er den Rat Huschais bevorzugte. Jener war jedoch ein Spitzel König Davids und verriet David Ahitofels Pläne durch die Priester Zadok und Abjathar. Als Ahitofel erkannt hatte, dass sein Rat nicht befolgt wurde, ging er nach Hause, bestellte seinen letzten Willen und erhängte sich.